# The War Report 2: Report the War
The War Report 2: Report the War è il quarto album del duo hip hop statunitense Capone-N-Noreaga. Pubblicato il 13 luglio 2010, l'album è distribuito dalla label indipendente IceH20 e dalla EMI. Partecipano, tra gli altri, The LOX, Nas, Faith Evans, Busta Rhymes e Raekwon (gli ultimi due anche produttori esecutivi dell'album). Tra i produttori esecutivi anche gli stessi CNN, Kareem Woods e Mel Carter: alle basi spiccano The Alchemist e Buckwild.
| Recensione | Giudizio |
| ---------- | -------- |
| AllMusic   | [ 2 ]    |
| HipHopDX   | [ 3 ]    |
| RapReviews | [ 4 ]    |

## Tracce
1. Pain – 5:01 (musica: The Alchemist)
2. Bodega Stories (featuring The LOX) – 4:12 (musica: Scram Jones)
3. Dutches vs. Phillies vs. Bamboo (featuring Raekwon) – 4:50 (musica: Scram Jones)
4. My Attribute – 3:55 (musica: Dreddy K. Amarae)
5. Favor for a Favor – 3:14 (musica: B.T.)
6. Hood Pride (featuring Faith Evans) – 3:51 (musica: Neo Da Matrix)
7. The Reserves (featuring Raekwon) – 2:53 (musica: Tha Bizness)
8. With Me (featuring Nas) – 5:09 (musica: Buckwild)
9. Live On, Live Long Part II – 3:05 (musica: SPK)
10. The Oath (featuring Raekwon & Busta Rhymes) – 5:13 (musica: Hazardis Soundz)
11. Brother from Another – 4:21 (musica: Kyze)
12. Thug Planet (featuring Imam T.H.U.G. & Musaliny) – 4:22 (musica: Tony Heathcliff)
13. Scarface – 2:43 (musica: AraabMuzik)
14. The Corner (featuring Avery Storm) – 3:16 (musica: M3)
15. Obituary – 6:14 (musica: DJ Green Lantern)

Durata totale: 62:19

## Classifiche

### Classifiche settimanali
| Classifica (2010)         | Posizione massima |
| ------------------------- | ----------------- |
| Stati Uniti               | 104               |
| US Independent Albums     | 10                |
| US Top R&B/Hip-Hop Albums | 19                |